# Fundação Konrad Adenauer

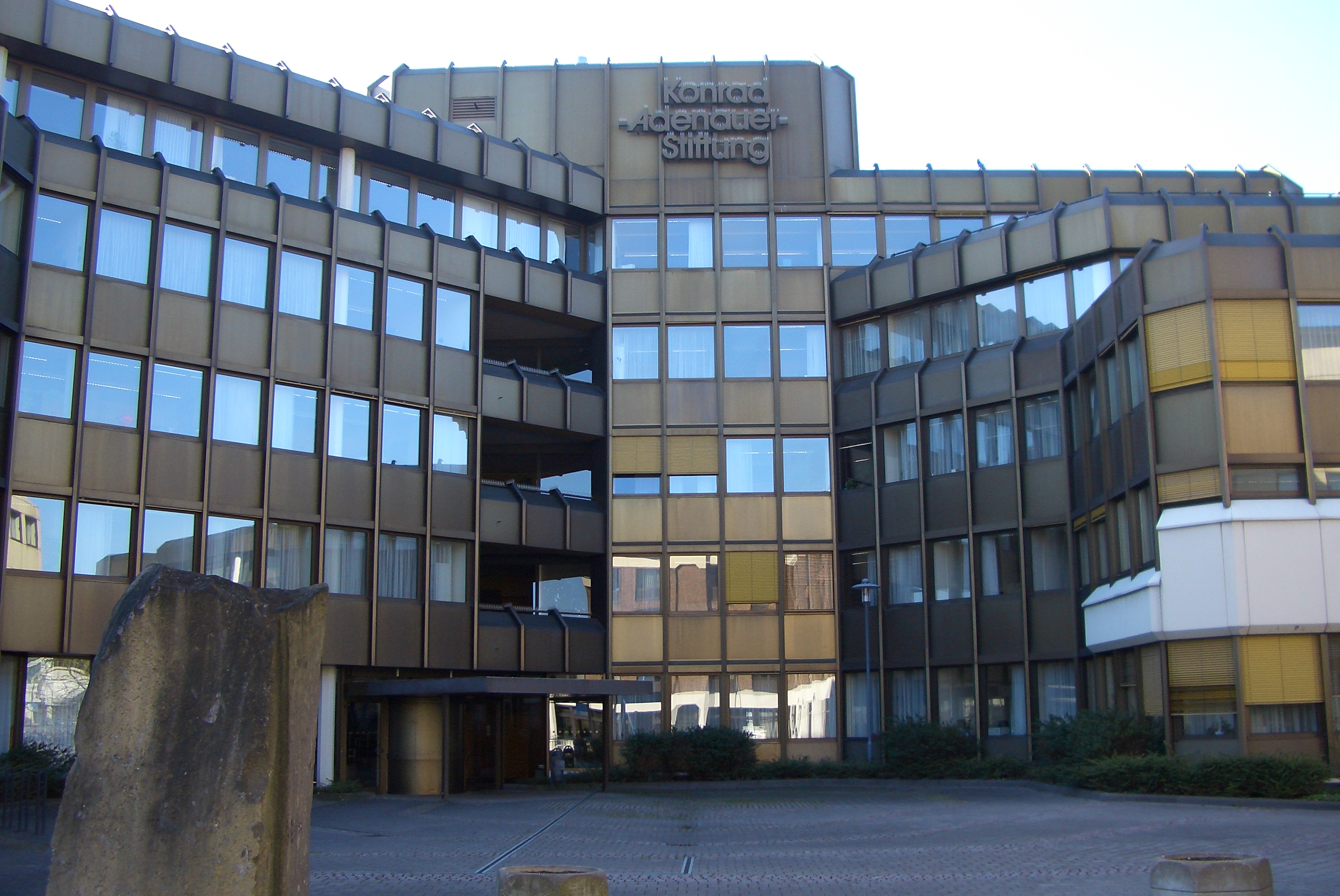
Antiga sede em Sankt Augustin
A Fundação Konrad Adenauer (Konrad-Adenauer-Stiftung ou KAS em alemão) é uma instituição benemerente alemã associada ao partido da União Democrata-Cristã. Foi fundada em 1956 como "Sociedade para a Obra da Educação Cristã Democrática" e rebatizada em 1964, em homenagem ao ex-chanceler Konrad Adenauer. A sede da fundação está localizada em Berlim.

## Características
É a maior das instituições de pesquisa politicamente afiliadas na Alemanha, com um orçamento anual de cerca de €100 milhões, a maior parte dos quais repassados pelo governo. Financia pesquisas políticas, nos moldes de um "centro de estudos", mas a maior parte de seu patrocínio está na pesquisa em ciências sociais não diretamente conectada ao arcabouço político.

## Atividade
A Fundação Konrad Adenauer é uma Fundação alemã que simpatiza com os valores do partido político CDU, União Democrata Cristã da Alemanha e depende quase completamente do financiamento público da República Federal da Alemanha. Como co-fundador do partido CDU e primeiro Chanceler alemão, Konrad Adenauer (1876–1967) aglutinou as tradições sociais, cristãs, conservadores e liberais. O seu nome representa a visão da reconstrução democrática da Alemanha, a consolidação externa numa sociedade de valores transatlânticos, transfronteiriços, a visão da unificação européia e a orientação na economia social do mercado. O seu legado intelectual constitui a base do trabalho da Fundação que tenta de atuar como uma “fábrica de pensamento” do partido CDU.
Contando com de mais de 70 escritórios no mundo inteiro e projetos em mais de 120 países, a Fundação contribui, por iniciativa própria, para a promoção da democracia, do estado de direito e da economia social de mercado.
Segundo a ideologia da Fundação, o indivíduo, com a sua dignidade, direitos e deveres, representa o ponto de partida para a justiça social, democracia liberal e economia sustentável. Portanto, o alvo do trabalho global da FKA é apoiar os grupos responsáveis para a política pública nos países respectivos para alcançar uma globalização mais social e justa, ecologicamente sustentável e economicamente eficiente. Além disso, a Fundação Adenauer visa fortalecer a cooperação política regional e global, assegurar a paz através do diálogo sobre política externa e segurança internacional, assim como do intercâmbio entre as culturas e as religiões.
Na maioria dos casos, os projetos da Fundação são realizados em parceria com instituições do Estado, partidos políticos, comunidade acadêmica, organizações da sociedade civil, assim como camadas da sociedade.

### No Brasil
A Fundação Konrad Adenauer tem representação no Brasil desde 1969. Atualmente, a FKA possui dois escritórios no território brasileiro, sendo o principal no Rio de Janeiro, além de outro em Fortaleza, cujo âmbito de suas ações e projetos se concentra nas regiões Norte e Nordeste.
Conforme o trabalho da FKA na Alemanha e no resto do mundo, a Fundação Adenauer no Brasil também utiliza recursos para publicar artigos e pesquisas, oferecer bolsas para estudantes e facilitar o diálogo e a educação política através seminários e palestras.
Há igualmente uma constante cooperação com os programas regionais da Fundação Konrad Adenauer na América Latina. Três iniciativas se destacam neste sentido: o Programa de Estado de Direito, o Programa de Política Social na América Latina e o Programa de Meios de Comunicação, sempre considerando a Integração na América Latina através MERCOSUL e UNASUL.